# 조동종 (일본)

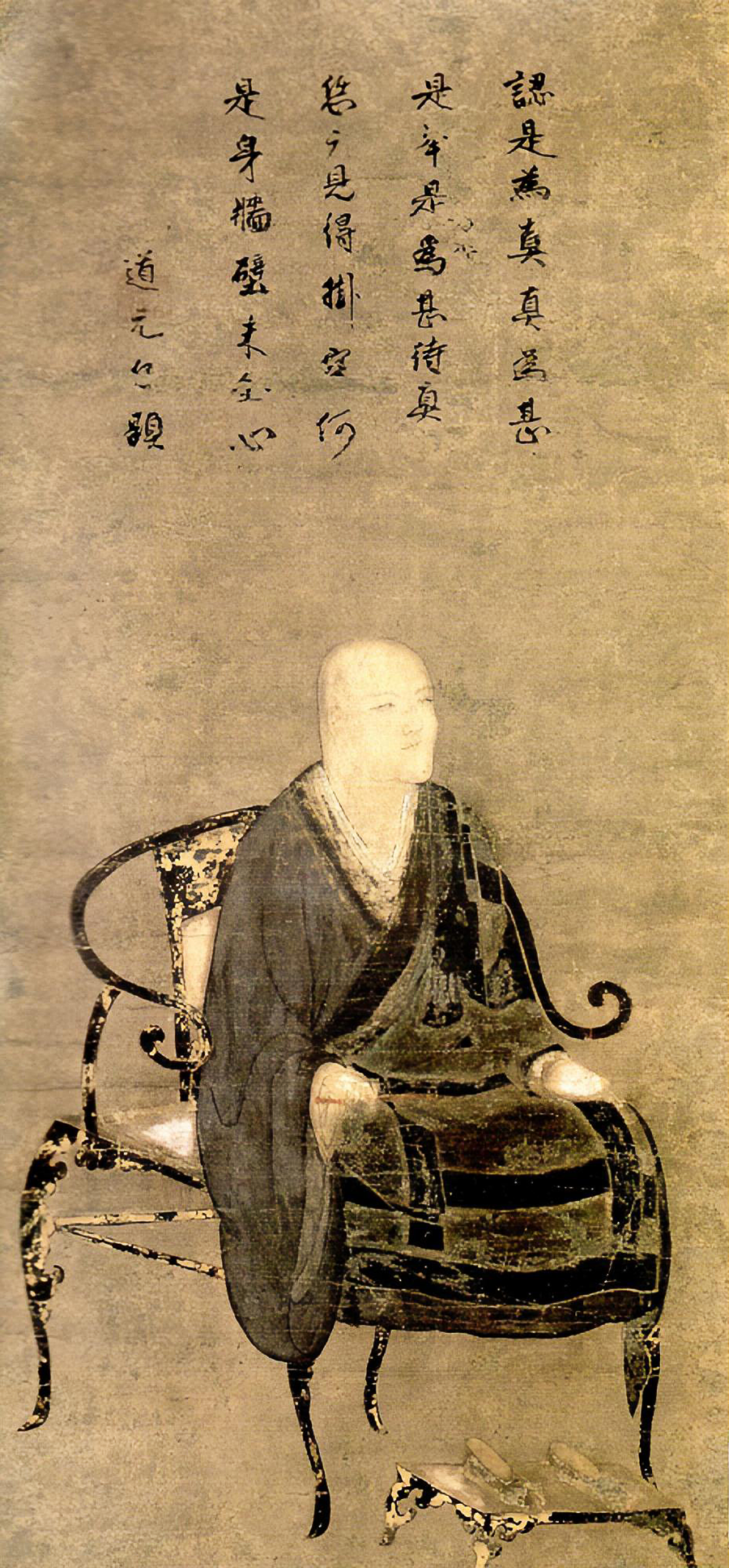

조동종(曹洞宗)은 중국의 조동종에서 유래한 일본의 호국불교 종파이다.

## 역사
일본의 조동종의 종조(宗祖)인 도겐(道元: 1200~1253)은 1227년 송나라에 들어가 중국 조동종의 선승인 장옹여정(長翁如淨)에게 가르침을 받았으며 그의 열반묘심(涅槃妙心)을 계승하였다. 그는 1229년 귀국하여 일본에 조동종을 전파하였다.
도겐은 묵조선을 수양하고 마음이 곧 부처라고 제창하였다. 따라서 도겐의 조동종에도 주관적 관념론의 철학사상이 분명히 드러나 있다. 그는 "심이란 일체의 법이요, 일체법이란 다만 일심(一心)인 것이다"라고 말하였으며, 또 "산하대지와 일월성신은 모두 심이다"라고 말하였다. 이를 통해 보면 그의 사상은 임제선(간화선)의 철학사상과 완전히 같다는 것을 알 수 있다.
선종은 일본에 전파되자 조정과 막부 장군들의 열렬한 지지를 받아 크게 흥성하였다. 그런데 조동종의 신도는 대부분이 하위층 농민들이었다. 이런 연유로 일본에서는 "조동의 농민, 임제의 장군"이란 말이 전해졌다.
선승들은 송나라를 자주 왕래하여 송대의 문화를 대량으로 받아들였으며, 일본의 불교사상에 큰 영향을 끼친 오산문학(五山文學)을 형성하였다.

## 대한민국
1895년 명성황후 시해 사건에 조동종의 승려 다케다 한시가 깊이 관련되었으며 조선침략을 위한 러일전쟁 과 청일전쟁에서 조동종 승려들이 일본 제국주의의 첨 병역할을 하는 등, 조선침략 당시 해외포교라는 미명 하에 오직 일본의 이익만을 위하고, 불교의 교리에 반 하는 온갖 만행을 저질렀다.
2012년 에도시대 양식을 한, 국내 유일의 일본식 사찰인 군산 동국사에 참회비가 세워졌다.
참고로 한국 불교계는 대한불교조동종은 종단협의회 가입 종단이다.

## 같이 보기
- 묵조선
- 좌선
- 안타이지